# Nicolás Fernández de Moratín
Nicolás Fernández de Moratín (Madrid, 20 de juliol de 1737 - Ibid. 11 de maig de 1780) va ser un poeta, prosista i dramaturg espanyol, pare del també dramaturg Leandro.

## Biografia
Va néixer a Madrid, en una família d'origen asturià. Va estudiar a La Granja (Segòvia) i en el col·legi dels jesuïtes a Calataiud, i posteriorment Dret a la Universitat de Valladolid. Va exercir l'advocacia a Madrid i va entrar al servei de la reina Isabel de Farnese com ajudant de guardajòies.
Va ser membre de la tertúlia de la Fonda de Sant Sebastià, a la qual també assistien José Cadalso, Tomás de Iriarte i Ignacio López de Ayala, i on només es permetia parlar de «teatre, toros, amors i versos». Va ser soci també de la Reial Societat Econòmica d'Amics del País de Madrid, i de l'Acadèmia Romana dels Árcades amb el sobrenom de «Flumisbo Thermodonciaco». Des del 1773 va exercir la càtedra de Poètica del Col·legi Imperial de Madrid.
En 1764, per donar a conèixer els seus versos, va publicar el diari El Poeta. A l'any següent va publicar un extens poema didàctic, de tema cinegètic, titulat La Diana o arte de la caza (La Diana o art de la caça). Va ser probablement a principis de la dècada següent quan va compondre un altre poema didàctic, de to burlesc, l'Arte de las putas o Arte de putear (Art de les putes o Art de putejar), que va circular manuscrit, i va ser publicat per primera vegada el 1898, més de cent anys després de la seva mort.
La seva obra teatral comprèn una comèdia, La petimetra (1762), i tres tragèdies: Lucrecia (1763), Hormesinda (1770) i Guzmán el Bueno (1777). Concebia el teatre, dins dels ideals del neoclassicisme, com a escola de formació ètica, i va participar en les controvèrsies que en l'època van tenir lloc sobre el teatre clàssic espanyol en els seus tres fullets Desengaños al teatro español (Desenganys al teatre espanyol) (1762-1763).
Va ser un dels pocs intel·lectuals del segle xviii interessats en la tauromàquia. Un dels seus poemes més coneguts és el titulat Fiesta de toros en Madrid (Festa de toros a Madrid), escrit en quintilles. Va dedicar una oda pindàrica al torero Pedro Romero titulada Canción a Pedro Romero (Cançó a Pedro Romero), on mostra un estil popular, fluid i senzill. Sobre el tema taurí va escriure també, en prosa, el fullet Carta histórica sobre el origen y progresos de las fiestas de toros en España (Carta històrica sobre l'origen i progressos de les festes de toros a Espanya) (1777). Pòstum va aparèixer, editat pel seu fill, el seu poema heroic Las naves de Cortés destruidas (Les naus de Cortés destruïdes) (1785), compost en 1777 per a un concurs de la Reial Acadèmia, però que no va obtenir cap premi. El mateix Leandro va tornar a editar a Barcelona el 1821 unes Obras póstumas (Obres pòstumes) del seu pare molt retocades per ell.

## Un epigrama
D'entre els seus epigrames, es popularitzaria el titulat Sin saber estudiar (Saber sense estudiar):
| « | Admiróse un portugués de ver que en su tierna infancia todos los niños en Francia supiesen hablar francés. «Arte diabólica es», dijo, torciendo el mostacho, «que para hablar en gabacho un fidalgo en Portugal llega a viejo y lo habla mal; y aquí lo parla un muchacho». | » |

## Obra
- La Petimetra. Madrid: Viuda de Juan Muñoz, 1762.
- Desengaños al teatro español. Madrid: 1762-1763.
- Lucrecia. Madrid: José Francisco Martínez Abad, 1763.
- La Diana, o arte de la caza. Madrid: 1765.
- Hormesinda. Madrid: Pantaleón Aznar, 1770.
- Guzmán el Bueno. Madrid: Antonio de Sancha, 1777.
- Arte de las putas. Madrid: 1898.